# Иоанн Ветхопещерник
Иоа́нн Ветхопеще́рник, или Иоа́нн Палеври́т, или Иоа́нн Палеолаври́т (др.-греч. Ἰωάννης ὁ Παλαιολαυρίτης; VIII век) — монах, христианский подвижник, пресвитер, причислен к лику преподобных в Православной церкви, память 19 апреля (2 мая).

## Жизнеописание
Место рождения Иоанна неизвестно. Молодой Иоанн совершил паломничество в Иерусалим, после чего поселился в лавре преподобного Харитона. Другое название этого монастыря — Ветхая лавра, то есть древняя, как старшая из палестинских обителей. Лавра эта находилась недалеко от Вифлеема, около Мёртвого моря. В монастыре Иоанн достиг высокого духовного совершенства и был рукоположён в священнический сан.

## Почитание
Иоанну написана церковная служба, которая состоит из трёх стихир пятого гласа, подобен: Преподобный отче, на «Господи воззвах» и канона четвёртого гласа; седален восьмого гласа, подобен: Премудрости; тропаря и кондака нет.
День памяти Иоанна в Русской православной церкви установлен на 19 апреля (2 мая). В греческих поместных церквях память Иоанна совершается или 20 апреля (3 мая), или 20 апреля. В Болгарской православной церкви — 19 апреля.